# یواس‌اس بارنول (ای‌پی‌ای-۱۳۲)

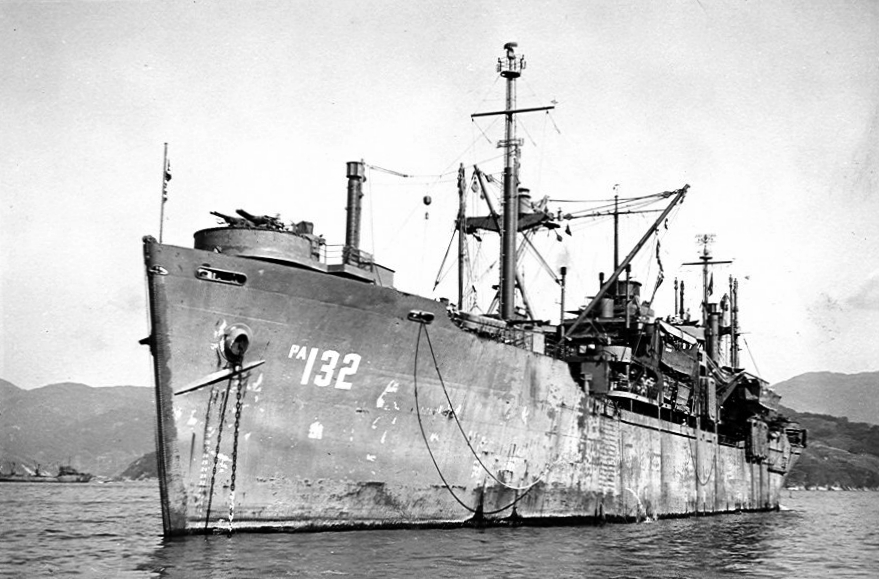
نمایی از یواس‌اس بارنول (ای‌پی‌ای-۱۳۲) - ۱۹۴۵

یواس‌اس بارنول (ای‌پی‌ای-۱۳۲) (به انگلیسی: USS Barnwell (APA-132)) یک کشتی بود که طول آن ۴۵۵٫۳ فوت (۱۳۸٫۸ متر) بود. این کشتی در سال ۱۹۴۴ ساخته شد.